# Gaby Moreno

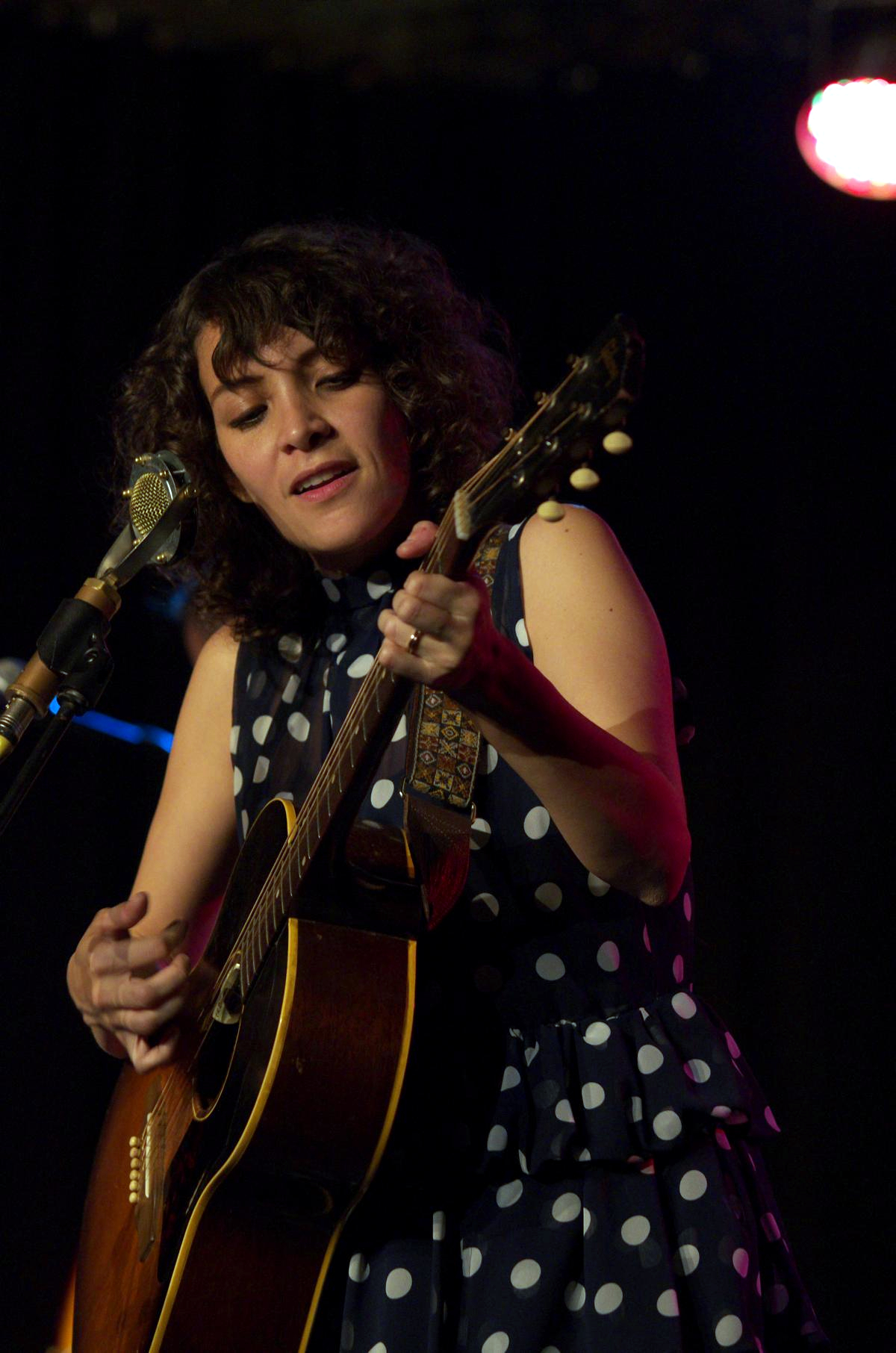
Gaby Moreno în Friedrichshafen, Germania, 2015

Gaby Moreno (n. 16 decembrie 1981, Ciudad de Guatemala, Guatemala ca Maria Gabriela Moreno Bonilla) este o cântăreață, compozitoare și chitaristă. Gaby Moreno interpretează  cântecele sale cu influențe de blues, soul și jazz în limba engleză și spaniolă. A devenit cunoscută în America latină la începutul anului 2012, cu melodia Fuiste tú, înregistrată  împreună cu Ricardo Arjona. Pe Youtube are un Video cu același titlu, care până în prezent (2018), a fost vizionat mai mult de o jumătate de miliard de ori.

## Biografie

### Copilărie
De la o vârstă fragedă, muzica a jucat un rol important în viața ei. La vârsta de doi ani cânta la sărbători de familie și pentru că mama ei a recunoscut talentul ei vocal, a înscris-o la vârsta de cinci ani la cursuri de canto. Mai târziu, Gaby Moreno a cântat la festivaluri melodii din filmele Disney, iar la vârsta de zece ani a cântat în deschidere la un concert a lui Ricky Martin.
La vârsta de 14 ani, Gaby Moreno a auzit într-o călătorie de vacanță la New York, un stil de muzică necunoscut anterior ei, bluesul. Aproximativ în același timp, a primit cadou de la mama ei, prima sa chitară cu care a început să interpreteze melodii de Jimi Hendrix. Ulterior a ajuns prin blues la alte stiluri de muzică cum ar fi jazz, folk sau R&B, care alături de influența latino-americană sunt găsite chiar și astăzi în cântecele ei. 

### Cariera

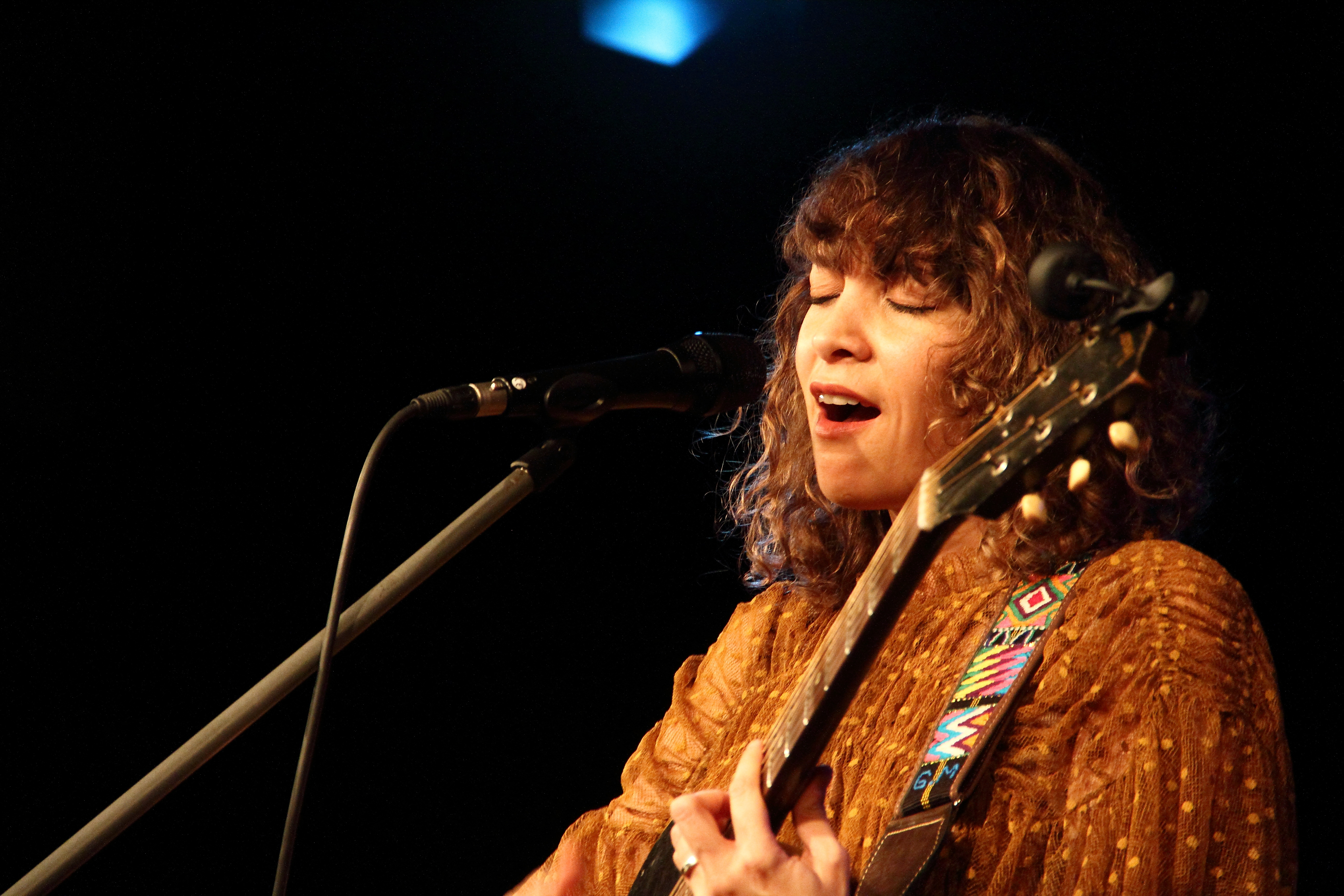
Gaby Moreno în 2017

În octombrie 2000, Gaby Moreno ca să continue educația muzicală s-a mutat la Los Angeles, unde locuiește și astăzi. A studiat muzica la Musician's Institute din Hollywood, unde a întâlnit unii dintre membrii actuali ai trupei. În 2006, a câștigat cu piesa Escondidos, renumitul concurs John Lennon Song Writing Contest.. În anul 2008 a apărut albumul ei de debut Still the Unknown, care include opt titluri în engleză și două în limba spaniolă. Un an mai târziu, Gaby Moreno a cântat compoziția lui Charlie Chaplin Smile (Zâmbet) inclus în documentarul The Cove (Golful) de Regizorul Louie Psihoyos, film premiat în 2010 cu un Oscar la categoria "cel Mai bun documentar". Tot în 2010, a primit, împreună cu Vincent Jones o nominalizare Emmy pentru compoziția melodiei de titlu la serialul de televiziune (NBC), Parks and Recreation. Compoziția ei Greenhorne Man a fost inclusă în emisiuni TV, cum ar fi Lincoln Heights, Ghost Whisperer, și The Hills la postul MTV. Un an mai târziu a apărut cel de-al doilea album de Gaby Moreno, Illustrated Songs, publicat în iunie 2012 în SUA și de asemenea în mai multe țări Europene.
Gaby Moreno în ultimii ani, a dat numeroase concerte în America de Nord și Europa. În August 2009, a fost în turneu în Statele Unite  însoțind pe Tracy Chapman cântând la deschiderea concertului, de asemenea cu cântăreața Ani DiFranco într-un turneu Nord-American. La începutul anului 2011 a fost în Germania cântând în actul de deschidere la concertul lui Nouvelle Vague. În plus, a participat de mai multe ori cu trupa ei la un turneu European, dând concerte în Germania, Franța și Olanda.

### Influențe și stil de muzica

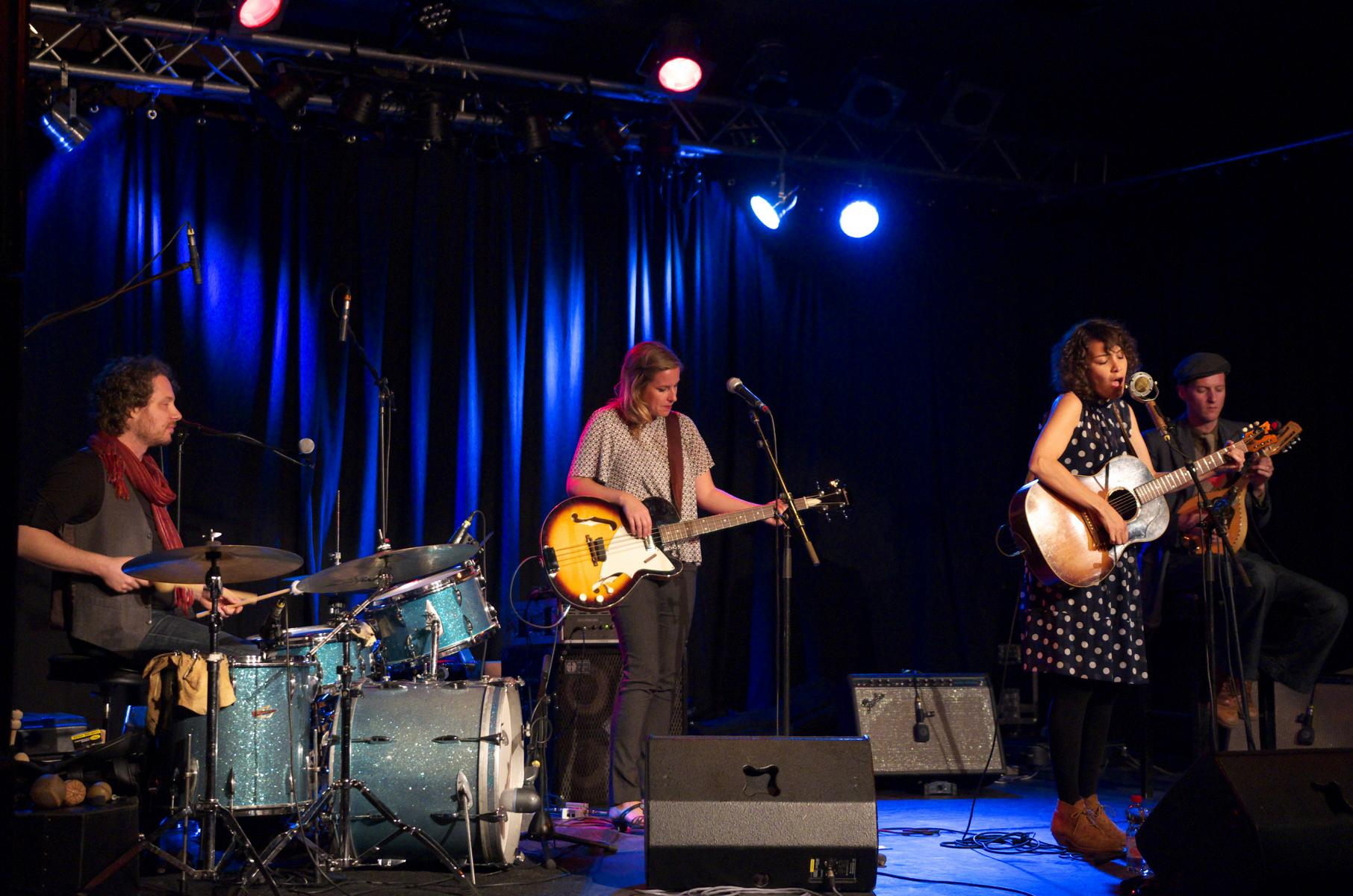
Gaby Moreno & Band

Din punct de vedere muzical Gaby Moreno are influențe ale muzicienilor Robert Johnson, Louis Armstrong, Nina Simone și Ella Fitzgerald. În plus, se găsesc în cântecele ei, elemente din anii 1920, 1930 și 1940. Pe albumele ei, se întâlnesc stiluri diferite. Acestea variază de la soul, folk, blues, rock, bossa nova, și muzica tropicală, până la influențe latino-americane din țara ei de origine, Guatemala. Pe primele două albume, Still the Unknown și Illustrated Songs sunt melodii cântate parțial în limba engleză parțial în limba spaniolă. Stilul lui Gaby Moreno amintește de cântăreți ca Norah Jones, Katie Melua, Lila Downs, Natalia Lafourcade sau Rickie Lee Jones.

## Discografie

### Singles
- 2009: Smile – Coverversion al cântecului lui Charlie Chaplin pentru documentarul premiat cu Oscar The Cove („Golful“)
- 2010: Quizas – Coverversion
- 2012: Ave Que Emigra
- 2017: He Ain't Heavy, He's My Brother - cover song în colaborare cu Mike Garson
- 2018: The Immigrants - în colaborare cu Van Dyke Parks

### Albume
- 2009: Still the Unknown
- 2010: A Good Old Christmastime (EP)
- 2011: editarea versiunii europene al Still the Unknown
- 2011: Illustrated Songs
- 2012: editarea versiunii europene al Illustrated Songs
- 2012: Postales
- 2014: Posada
- 2016: Illusion

## Premii și nominalizări
- 2007: John Lennon Songwriter Award pentru piesa Escondidos
- 2010: nominalizare la Emmy la categoria cel Mai bun titlu muzical (Outstanding Main Title Theme Music) pentru Gaby Moreno și Vincent Jones pentru serialul TV Parks and Recreation.
- 2010: Femei din Los Angeles în muzică: Premiul Comet Award
- 2010: Favorite American Latino Indie Artist
- 2012: nominalizare pentru Latin Grammy Awards pentru "Înregistrarea Anului" pentru piesa Fuiste tú cu Ricardo Arjona
- 2012: nominalizare pentru Latin Grammy Awards pentru "Cântecul Anului", pentru piesa Fuiste tú cu Ricardo Arjona (textier)
- 2013: Latin Grammy Award pentru "cel Mai bun Artist nou" (debut al anului)